# Sydamerikanska klätterråttor
Sydamerikanska klätterråttor (Rhipidomys) är ett släkte i familjen hamsterartade gnagare med 17 arter.

## Beskrivning
Arterna påminner om vanliga möss. De når en kroppslängd mellan 8 och 21 cm och därtill kommer en upp till 27 cm lång svans. Pälsens färg på ovansidan varierar mellan olika nyanser av grå och brun, undersidan är ljusgrå till vit. Gränsen mellan den mörka ovansidan och den ljusa undersidan är skarp. Med sina breda fötter som är utrustade med kraftiga klor är de bra anpassade för livet i träd. Svansen bär hår och har oftast en liten tofs vid slutet.
Släktets utbredningsområde sträcker sig från östra Panama till Bolivia och norra Argentina. De vistas i skogar eller andra områden med träd.
Individerna är aktiva på natten och vistas främst i träd. Vissa arter vistas ibland på marken eller i byggnader. På dagen vilar de i bon av växtdelar. Upphittade honor hade två till fem ungar i boet.
IUCN listar de flesta arterna som livskraftiga (LC) och några med kunskapsbrist (DD).

## Systematik
Enligt Wilson & Reeder (2005) utgörs släktet av 17 arter.
- Rhipidomys austrinus lever i Bolivia och norra Argentina.
- Rhipidomys caucensis hittas i västra Colombia.
- Rhipidomys couesi har sitt utbredningsområde i Colombia, Venezuela och på ön Trinidad.
- Rhipidomys emiliae förekommer i centrala och östra Brasilien.
- Rhipidomys fulviventer lever i begränsade områden i Colombia och Venezuela.
- Rhipidomys gardneri hittas i östra Peru och västra Brasilien.
- Rhipidomys latimanus förekommer från östra Panama till Peru.
- Rhipidomys leucodactylus har glest fördelade utbredningsområden i norra Sydamerika.
- Rhipidomys macconnelli lever i Venezuela, Guyana och norra Brasilien.
- Rhipidomys macrurus är endemisk för centrala Brasilien.
- Rhipidomys mastacalis hittas i östra Brasilien.
- Rhipidomys modicus förekommer i centrala Peru.
- Rhipidomys nitela lever i Venezuela, regionen Guyana och norra Brasilien.
- Rhipidomys ochrogaster är bara känd från norra Peru.
- Rhipidomys venezuelae hittas i Venezuela, Colombia samt Trinidad och Tobago.
- Rhipidomys venustus lever glest fördelad i nordvästra Venezuela.
- Rhipidomys wetzeli förekommer i södra Venezuela och norra Brasilien.